# Euphorbia lundelliana
Euphorbia lundelliana es una especie de fanerógama perteneciente a la familia de las euforbiáceas.  Es originaria de México en Chiapas, entre Mazapa y Motozintla, a una altitud de 1200 metros.

## Taxonomía
Euphorbia lundelliana fue descrita por  León Croizat y publicado en American Midland Naturalist 29(2): 476–477. 1943.
Etimología
Euphorbia: nombre genérico que deriva del médico griego del rey Juba II de Mauritania (52 a 50 a. C. - 23), Euphorbus, en su honor – o en alusión a su gran vientre –  ya que usaba médicamente Euphorbia resinifera. En 1753 Carlos Linneo asignó el nombre a todo el género.
lundelliana: epíteto otorgado en honor del botánico  estadounidense Cyrus Longworth Lundell (1907 - 1994),  quien descubrió la planta en México.